# Bayadera brevicauda
Bayadera brevicauda – gatunek ważki z rodziny Euphaeidae. Występuje na Tajwanie.
Osobniki tego gatunku opisał Friedrich Ris w 1912 roku, błędnie uznając je za Bayadera hyalina. To, że należą one do innego, nieopisanego wcześniej gatunku, stwierdził w 1928 roku Frederic Charles Fraser i nadał mu nazwę Bayadera brevicauda. Dawniej za podgatunek B. brevicauda uznawany był B. ishigakiana, klasyfikowany obecnie jako osobny gatunek.